# Ed Westwick
Edward Jack Peter Westwick, detto Ed (Londra, 27 giugno 1987), è un attore e cantante britannico, maggiormente noto per il ruolo di Chuck Bass nella serie televisiva Gossip Girl.

## Biografia
Westwick è nato il 27 giugno 1987 a Hammersmith, Londra, e cresciuto a Stevenage, nell'Hertfordshire. È il figlio più giovane di Carole Blenkiron, una psicologa, e Peter Westwick, un docente universitario; ha due fratelli maggiori. Ha iniziato a seguire lezioni di musica e ha frequentato una scuola di recitazione del sabato mattina a partire dai sei anni. Westwick è stato educato alla Barclay School e al North Hertfordshire College, dove ha conseguito il diploma (A-Levels) con specializzazione in business, legge e marketing. In seguito ha studiato recitazione al National Youth Theatre di Londra.

## Carriera
La sua carriera comincia nel 2006, con ruoli minori nelle serie televisive Doctors, Casualty e Afterlife; al cinema prende parte alle pellicole I figli degli uomini, Complicità e sospetti e Son of Rambow - Il figlio di Rambo. Quello stesso anno fonda la band The Filthy Youth, un gruppo punk ispirato ai Rolling Stones, i Doors e i Kings of Leon. Le canzoni "Come Flash All You Ladies" e "Orange" sono state successivamente presentate in un episodio di Gossip Girl.
Nel 2007, viene scelto per interpretare il ruolo di Chuck Bass nella serie televisiva Gossip Girl in onda sul canale The CW. Grazie al successo dello show e del suo personaggio, l'attore acquisisce fama internazionale e nel 2008 viene inserito nella classifica degli uomini più sexy da People, apparendo l'anno seguente con tutto il resto del cast nella classifica 100 Most Beautiful. Sempre grazie a Gossip Girl, vince nel 2008 e nel 2009 il premio Best TV Villain ai Teen Choice Awards, venendo anche nominato Breakthrough Talent da GQ nel 2010.
Nel 2008, diventa il nuovo volto di K-Swiss e appare nel film horror Perimetro di paura. Nel 2009, prende parte a S. Darko e compare come guest star nella terza stagione di Californication.
A gennaio 2011, si unisce al cast del film di Clint Eastwood J. Edgar in cui recita in un piccolo ruolo accanto a Leonardo DiCaprio. Lo stesso anno appare nella commedia Chalet Girl insieme a Felicity Jones e prende parte alla nuova trasposizione della tragedia romantica di Romeo e Giulietta, vestendo i panni dell'iracondo Tebaldo, in uscita nel 2013.
Diventa anche testimonial internazionale di Penshoppe, un marchio di abbigliamento locale delle Filippine, per le stagioni autunno/inverno 2011-2012 e primavera/estate 2012. Nel 2012 diventa testimonial del noto marchio d'abbigliamento Philipp Plein, sfilando anche come modello alla presentazione della collezione primavera/estate 2013 a Milano.
Nel marzo del 2015, si è unito al cast della ABC serie dramma-criminale di breve durata Wicked City come Kent Grainger, un serial killer sadico di Sunset Strip. La serie fu cancellata dopo aver mandato in onda solo 3 episodi, ma fu ripresa da Hulu per mandare in onda i rimanenti 5 episodi. Westwick è stato poi visto nel film di Jim Gillespie, Billionaire Ransom, uscito il 19 agosto 2016, e protagonista nel film thriller The Crash, uscito il 13 gennaio 2017.

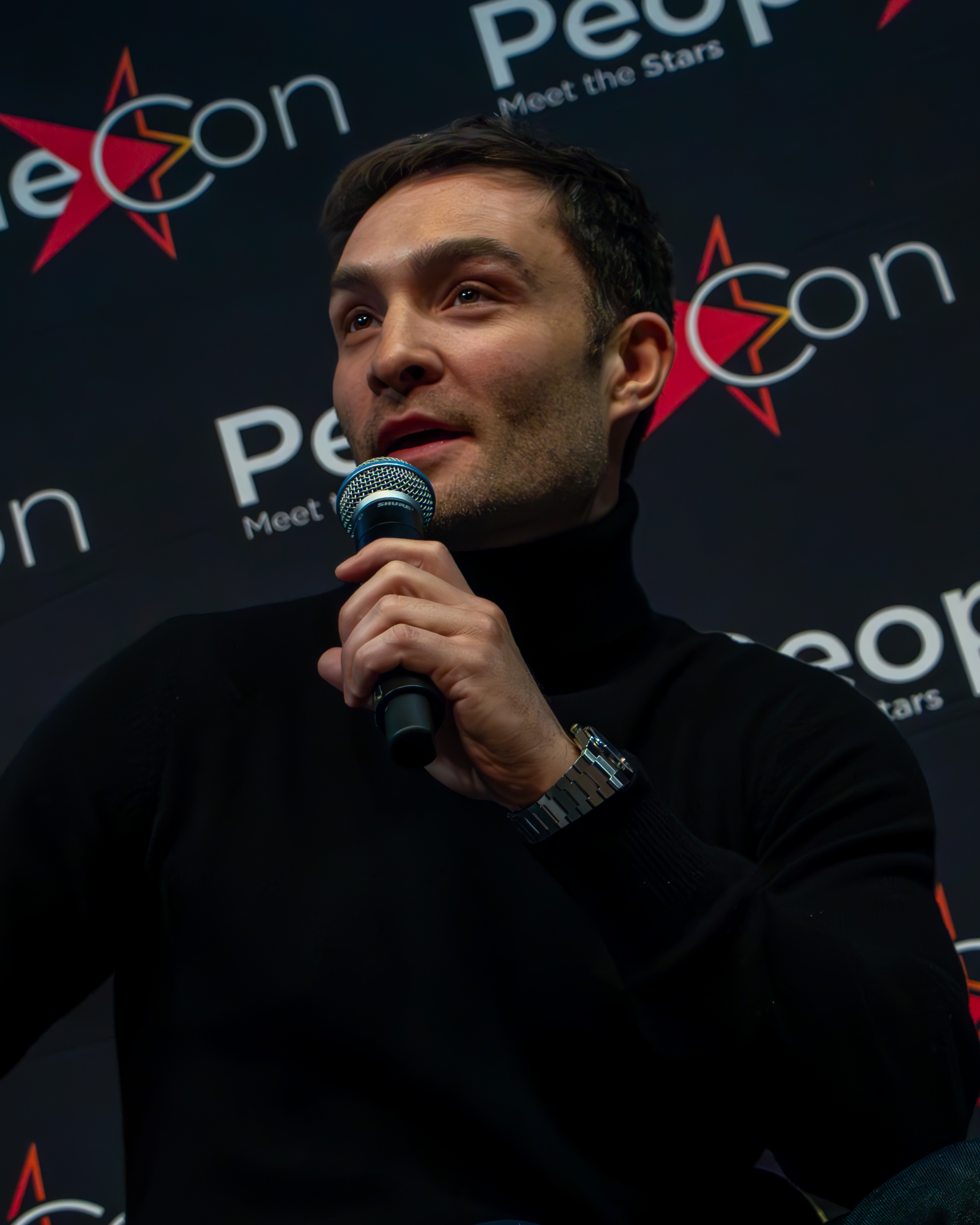
Ed Westwick nel 2024.

## Controversie
Nel novembre 2017, è stato accusato separatamente di violenza da tre donne, Kristina Cohen, Rachel Eck e Aurélie Wynn. Cohen e Wynn l'hanno accusato di stupro, mentre Eck di violenza sessuale, per fatti verificatisi nel 2014. Westwick ha descritto le accuse di Cohen e Wynn come "non verificate e verosimilmente non veritiere" e ha inoltre affermato: "Non mi sono mai imposto in alcun modo, a nessuna donna, di certo non ho mai commesso uno stupro". Cohen ha successivamente presentato una denuncia contro Westwick. Le accuse hanno portato alla rimozione di scene che coinvolgono Westwick nell'adattamento della BBC di Agatha Christie Le due verità con Christian Cooke, e la seconda serie di White Gold è stata "messa in pausa". Westwick si è detto deluso dalle azioni della BBC in quanto le indagini erano in corso e la natura delle affermazioni non era stata verificata. Nel luglio 2018, è stato riferito che Westwick non sarebbe stato processato per i presunti reati perché i testimoni identificati dalle prime due presunte vittime "non erano in grado di fornire informazioni che avrebbero consentito al processo di provare il fatto oltre un ragionevole dubbio".

## Vita privata
Nel 2022 si è fidanzato con la collega Amy Jackson., conosciuta in un evento Aaston Martin nel 2021. La proposta di matrimonio è arrivata il 29 gennaio 2024 sul ponte sospeso a Gstaad, in Svizzera. La coppia si è sposata il 24 agosto 2024 in Italia, al castello di Rocca Cilento. Il 31 ottobre dello stesso anno, con un post sui social network, i due hanno annunciato di aspettare il loro primo figlio insieme. Il bambino, Oscar Alexander, è nato a marzo 2025.  

## Filmografia

### Cinema
- I figli degli uomini (Children of Men), regia di Alfonso Cuarón (2006)
- Complicità e sospetti (Breaking and Entering), regia di Anthony Minghella (2006)
- Son of Rambow - Il figlio di Rambo (Son of Rambow), regia di Garth Jennings (2007)
- Perimetro di paura (100 Feet), regia di Eric Red (2008)
- S. Darko, regia di Chris Fisher (2009)
- The Commuter, regia di Edward McHenry e Rory McHenry - cortometraggio (2010)
- Chalet Girl, regia di Phil Traill (2011)
- J. Edgar, regia di Clint Eastwood (2011)
- Romeo and Juliet, regia di Carlo Carlei (2013)
- Last Flight, regia di Vincent Zhon (2014)
- Take Down, regia di Jim Gillespie (2015)
- Scherzi della natura (Freaks of Nature), regia di Robbie Pickering (2015)
- The Crash - Minaccia a Wall Street (The Crash), regia di Aram Rappaport (2017)

### Televisione
- Doctors – serial TV, puntata 7x154 (2006)
- Casualty – serie TV, episodio 20x29 (2006)
- Afterlife - Oltre la vita (Afterlife) – serie TV, episodio 2x01 (2006)
- Gossip Girl – serie TV, 121 episodi (2007-2012)
- Californication – serie TV, episodio 3x02 (2009)
- Wicked City – serie TV, 10 episodi (2015)
- Snatch – serie TV, 10 episodi (2017)
- White Gold – serie TV, 12 episodi (2017)

## Premi e candidature
- 2008 - Teen Choice Awards
  - Vinto - Choice TV Villain per Gossip Girl
  - Nomination - Choice TV Breakout Star Male per Gossip Girl
- 2009 - Teen Choice Awards
  - Vinto - Choice TV Villain per Gossip Girl
- 2009 - Young Hollywood Awards
  - Vinto - Young Hollywood Breakthrough Male
  - Vinto - Breakthrough Performance Male per Gossip Girl
- 2010 - Teen Choice Awards
  - Nomination - Choice TV Villain per Gossip Girl
- 2012 - Teen Choice Awards
  - Nomination - Choice TV Actor: Drama per Gossip Girl

## Doppiatori italiani
Nelle versioni in italiano dei suoi film, Ed Westwick è stato doppiato da:
- Simone D'Andrea in S. Darko, White Gold
- Flavio Aquilone in Complicità e sospetti, Californication
- Marco De Risi in Perimetro di paura
- Marco Vivio in Afterlife - Oltre la vita
- Christian Iansante in Romeo and Juliet
- Francesco Venditti in Chalet Girl
- Daniele Raffaeli in Gossip Girl
- Davide Perino in J. Edgar
- Giuliano Bonetto in Scherzi della Natura (Freaks of Nature)
- Alessandro Germano in The Crash - Minaccia a Wall Street